# Polinomios de Rogers-Szegő
En matemáticas, los polinomios de Rogers-Szegő son una familia de polinomios ortogonales en el círculo unitario introducida por Szegő, 1926, quien se inspiró en los polinomios continuos q-Hermite estudiados por Leonard James Rogers. Vienen dados por la ecuación
{\displaystyle h_{n}(x;q)=\sum _{k=0}^{n}{\frac {(q;q)_{n}}{(q;q)_{k}(q;q)_{n-k}}}x^{k}}
donde (q;q)n es el símbolo q-Pochhammer descendente.
Además, {\displaystyle h_{n}(x;q)} satisface (para {\displaystyle n\geq 1}) la relación de recurrencia
{\displaystyle h_{n+1}(x;q)=(1+x)h_{n}(x;q)+x(q^{n}-1)h_{n-1}(x;q)}
con
{\displaystyle h_{0}(x;q)=1} y {\displaystyle h_{1}(x;q)=1+x}.